# Reyes Maroto Illera
Reyes Maroto Illera (Medina del Campo, 19 december 1973) is een Spaans econoom, universitair docent en politica van de socialistische partij PSOE. Sinds 7 juni 2018 is ze minister van industrie, handel en toerisme in de regeringen Sánchez I en Sánchez II, tijdens de twaalfde, dertiende en veertiende legislatuurperiodes. Daarvoor, van 2015 tot 2018, had ze zitting in het regionale parlement van de autonome gemeenschap Madrid. 
- Biblioteca Nacional de España: XX1363561
- Gemeinsame Normdatei: 132042797
- International Standard Name Identifier: 0000 0000 5939 7920
- Nederlandse Thesaurus van Auteursnamen: 290903076
- Virtual International Authority File: 75001993
- WorldCat: E39PBJm4Qy3J7DXKQdVRMvYXVC